# Actinotaenium cotatum
Actinotaenium cotatum  là một loài Song tinh tảo trong họ Desmidiaceae, thuộc chi Actinotaenium.